# غوم بارل سيتي (تكساس)
غوم بارل سيتي (بالإنجليزية: Gun Barrel City, Texas)‏ هي بلدة أمريكية تقع في الولايات المتحدة في مقاطعة هينديرسون، تكساس. يقدر عدد سكانها بـ 5,672 نسمة ومساحتها 13.5 كم2 وترتفع عن سطح البحر 107 متر.

## التركيبة السكانية
حدّد مكتب تعداد الولايات المتحدة بيانات التركيبة السكانية لغوم بارل سيتي في تعداد الولايات المتحدة. في ما يلي، التركيبة السكانية حسب تعدادي 2000 و2010.

### تعداد عام 2000
بلغ عدد سكان غوم بارل سيتي 5,145 نسمة بحسب تعداد عام 2000، وبلغ عدد الأسر 2,163 أسرة وعدد العائلات 1,498 عائلة مقيمة في المدينة. في حين سجلت الكثافة السكانية 299.8 نسمة لكل كيلومتر مربع (776.5/ميل2). وبلغ عدد الوحدات السكنية 2,736 وحدة بمتوسط كثافة قدره 159.4 لكل كيلومتر مربع (412.8/ميل2).
وتوزع التركيب العرقي للمدينة بنسبة 94.23% من البيض و1.11% من الأمريكيين الأفارقة و0.76% من الأمريكيين الأصليين و0.76% من الأمريكيين ذوي الأصول الآسيوية و1.32% من الأعراق الأخرى و1.83% من عرقين مختلطين أو أكثر و3.60% من الهسبانيون أو اللاتينيون من أي عرق.
بلغ عدد الأسر 2,163 أسرة كانت نسبة 29.4% منها لديها أطفال تحت سن الثامنة عشر تعيش معهم، وبلغت نسبة الأزواج القاطنين مع بعضهم البعض 55.5% من أصل المجموع الكلي للأسر، ونسبة 9.9% من الأسر كان لديها معيلات من الإناث دون وجود شريك،  بينما كانت نسبة 3.9% من الأسر لديها معيلون من الذكور دون وجود شريكة وكانت نسبة 30.7% من غير العائلات. تألفت نسبة 26.4% من أصل جميع الأسر من عدة أفراد يعيشون في نفس المنزل ونسبة 13.9% كانت تتألف من شخص يعيش بمفرده يبلغ من العمر 65 عاماً أو أكثر. وبلغ متوسط حجم الأسرة المعيشية 2.36، أما متوسط حجم العائلات فبلغ 2.82.
بلغ العمر الوسطي للسكان 43.3 عاماً. وكانت نسبة 21.8% من القاطنين تحت سن الثامنة عشر، وكانت نسبة 7% بين الثامنة عشر والرابعة والعشرين عاماً، ونسبة 23.6% كانت واقعةً في الفئة العمرية ما بين الخامسة والعشرين والرابعة والأربعين عاماً، ونسبة 25% كانت ما بين الخامسة والأربعين والرابعة والستين، ونسبة 21.9% كانت ضمن فئة الخامسة والستين عاماً فما فوق. يوجد لكل 100 أنثى 94.4 ذكر، ويوجد لكل 100 أنثى في الثامنة عشر من عمرها فما فوق 90.4 ذكر.
بلغ متوسط دخل الأسرة في المدينة 30,075 دولارًا، أما متوسط دخل العائلة فبلغ 34,321 دولارًا. وكان متوسط دخل الذكور 33,872 دولارًا مقابل 21,563 دولارًا للإناث. وسجل دخل الفرد الخاص بالمدينة 21,046 دولارًا. وكانت نسبة 13.1% من العائلات ونسبة 14.9% من السكان تحت خط الفقر، وكان من هؤلاء نسبة 22.9% تحت سن الثامنة عشر ونسبة 9.7% في الخامسة والستين من العمر وما فوق.

### تعداد عام 2010
بلغ عدد سكان غوم بارل سيتي 5,672 نسمة بحسب تعداد عام 2010، وبلغ عدد الأسر 2,312 أسرة وعدد العائلات 1,515 عائلة مقيمة في المدينة. في حين سجلت الكثافة السكانية 330.5 نسمة لكل كيلومتر مربع (856.0/ميل2). وبلغ عدد الوحدات السكنية 2,990 وحدة بمتوسط كثافة قدره 174.2 لكل كيلومتر مربع (451.2/ميل2).
وتوزع التركيب العرقي للمدينة بنسبة 93.41% من البيض و0.86% من الأمريكيين الأفارقة و0.56% من الأمريكيين الأصليين و0.65% من الأمريكيين ذوي الأصول الآسيوية و0.05% من سكان جزر المحيط الهادئ و2.52% من الأعراق الأخرى و1.94% من عرقين مختلطين أو أكثر و6.82% من الهسبانيون أو اللاتينيون من أي عرق.
بلغ عدد الأسر 2,312 أسرة كانت نسبة 28.7% منها لديها أطفال تحت سن الثامنة عشر تعيش معهم، وبلغت نسبة الأزواج القاطنين مع بعضهم البعض 48.9% من أصل المجموع الكلي للأسر، ونسبة 11.9% من الأسر كان لديها معيلات من الإناث دون وجود شريك،  بينما كانت نسبة 4.7% من الأسر لديها معيلون من الذكور دون وجود شريكة وكانت نسبة 34.5% من غير العائلات. تألفت نسبة 27.8% من أصل جميع الأسر من عدة أفراد يعيشون في نفس المنزل ونسبة 14.1% كانت تتألف من شخص يعيش بمفرده يبلغ من العمر 65 عاماً أو أكثر. وبلغ متوسط حجم الأسرة المعيشية 2.45، أما متوسط حجم العائلات فبلغ 2.99.
بلغ العمر الوسطي للسكان 44.2 عاماً. وكانت نسبة 22.4% من القاطنين تحت سن الثامنة عشر، وكانت نسبة 6.6% بين الثامنة عشر والرابعة والعشرين عاماً، ونسبة 22.1% كانت واقعةً في الفئة العمرية ما بين الخامسة والعشرين والرابعة والأربعين عاماً، ونسبة 28.6% كانت ما بين الخامسة والأربعين والرابعة والستين، ونسبة 20.4% كانت ضمن فئة الخامسة والستين عاماً فما فوق. وتوزع التركيب الجنسي للسكان بنسبة 48.7% ذكور و51.3% إناث.